# Jean-Pierre Munch
Jean-Pierre Munch (Straatsburg, 12 juni 1926 - aldaar, 17 oktober 1996) was een Frans wielrenner. Hij was beroepsrenner tussen 1951 en 1955. Zijn meest in het oog springende prestatie was de overwinning in het eindklassement van Parijs-Nice in 1953 en het winnen van twee etappes in diezelfde wedstrijd.

## Belangrijkste overwinningen
1948
- 3e in Nancy-Strasbourg

1949
- 3e in Nancy-Strasbourg

1952
- 1e in Nancy-Strasbourg

1953
- 3e in Nancy-Strasbourg
- 3e in de 1e etappe Parijs-Nice
- 1e in de 3e etappe Parijs-Nice
- 1e in de 4e etappe Parijs-Nice
- 1e in het eindklassement Parijs-Nice

1955
- 2e in Nancy-Strasbourg